# Pont de l’Île Saint-Denis
Der Pont de l’Île Saint-Denis ist eine Straßenbrücke im Norden von Paris, die von Saint-Denis über den grand bras genannten rechten Arm der Seine zur Île Saint-Denis im Département Seine-Saint-Denis führt. Unter demselben Namen verbindet eine zweite, etwas kürzere Brücke die Île-Saint-Denis über den linken Flussarm mit Villeneuve-la-Garenne im Département Hauts-de-Seine.

## Geschichte
Erste Pläne für eine Brücke gab es schon 1829, aber erst 1843 erhielten die Gebrüder Marc Seguin eine 60-jährige Konzession, die Seine mit je einer Hängebrücke zu überqueren und dafür Maut zu kassieren. Schon im August 1844 wurden die beiden Brücken dem Verkehr übergeben. Eine davon wurde 1872 von Alfred Sisley gemalt. 1886 wurden die Brücken von den Gemeinden übernommen und die Maut aufgehoben.

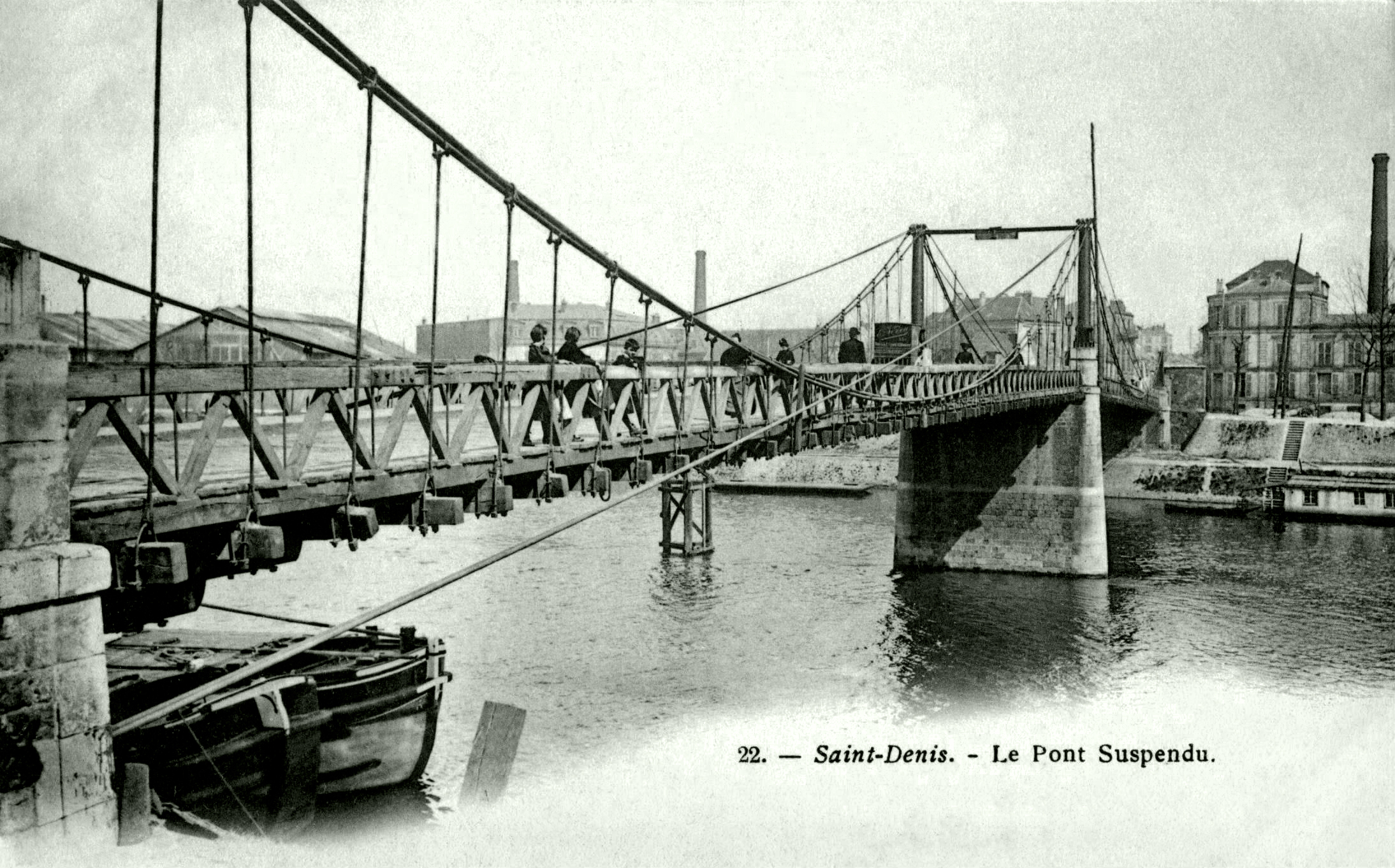
Saint-Denis-Hängebrücke
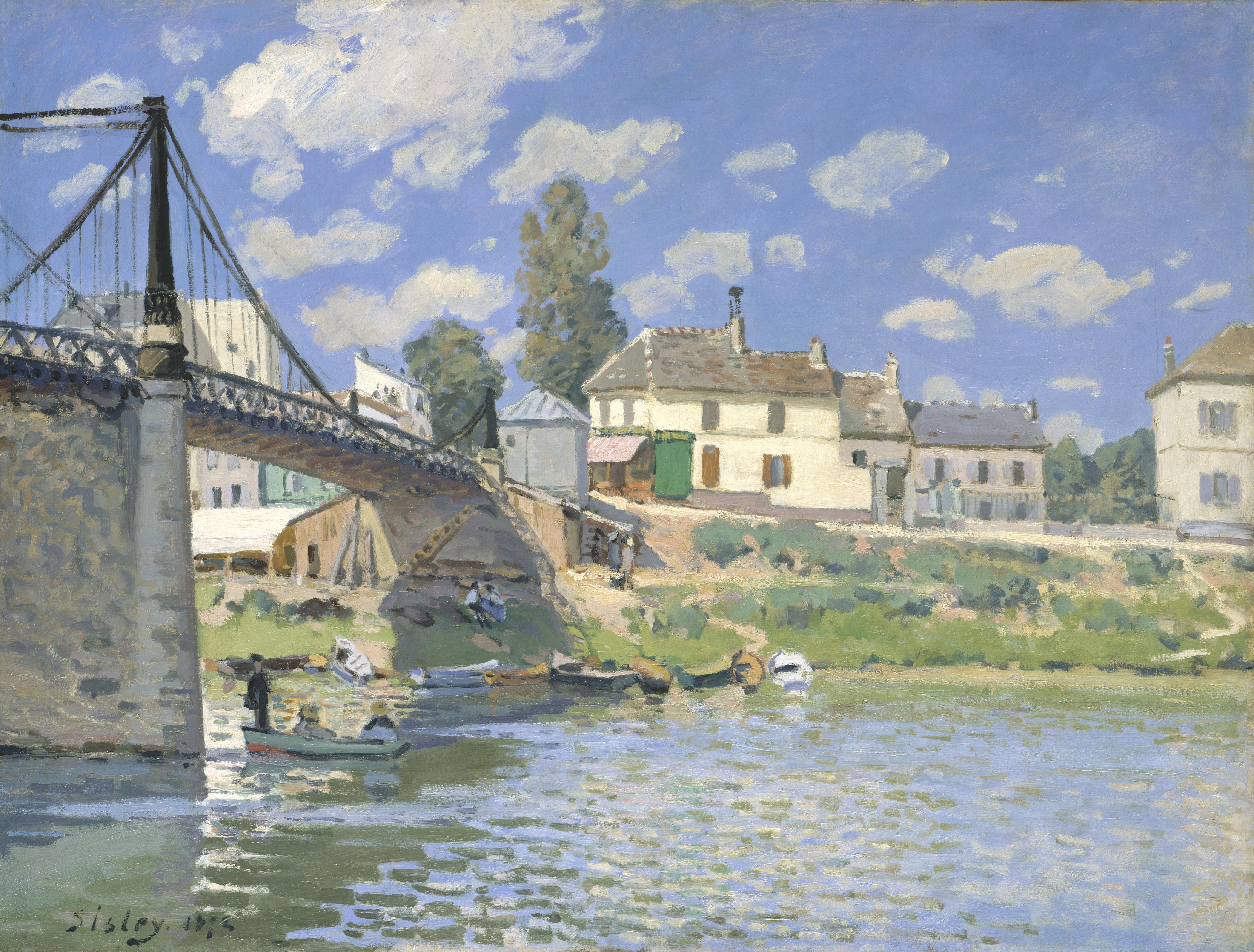
Alfred Sisley: Le Pont de Villeneuve-la-Garenne, 1872

Schon 1874 wurden Forderungen nach einer neuen Brücke laut, nachdem der Zustand der Seile und Schäden aus dem Deutsch-Französischen Krieg Anlass zu Besorgnis gaben. Im Lauf der Jahre machte der zunehmende Verkehr die Angelegenheit immer dringender. Es dauerte jedoch bis 1901, bis der endgültige Beschluss gefasst wurde, eine neue, erheblich größere Brücke zu bauen, die stabil genug sein sollte, auch eine Straßenbahn aufzunehmen. Diese Brücke wurde in der Zeit von 1903 bis 1905 nach Plänen des Ingenieurs Caldagues gebaut. Die Dekoration der Brücke ist von Jules Formigé, die Figuren von Florian Kulikowski.

## Beschreibung

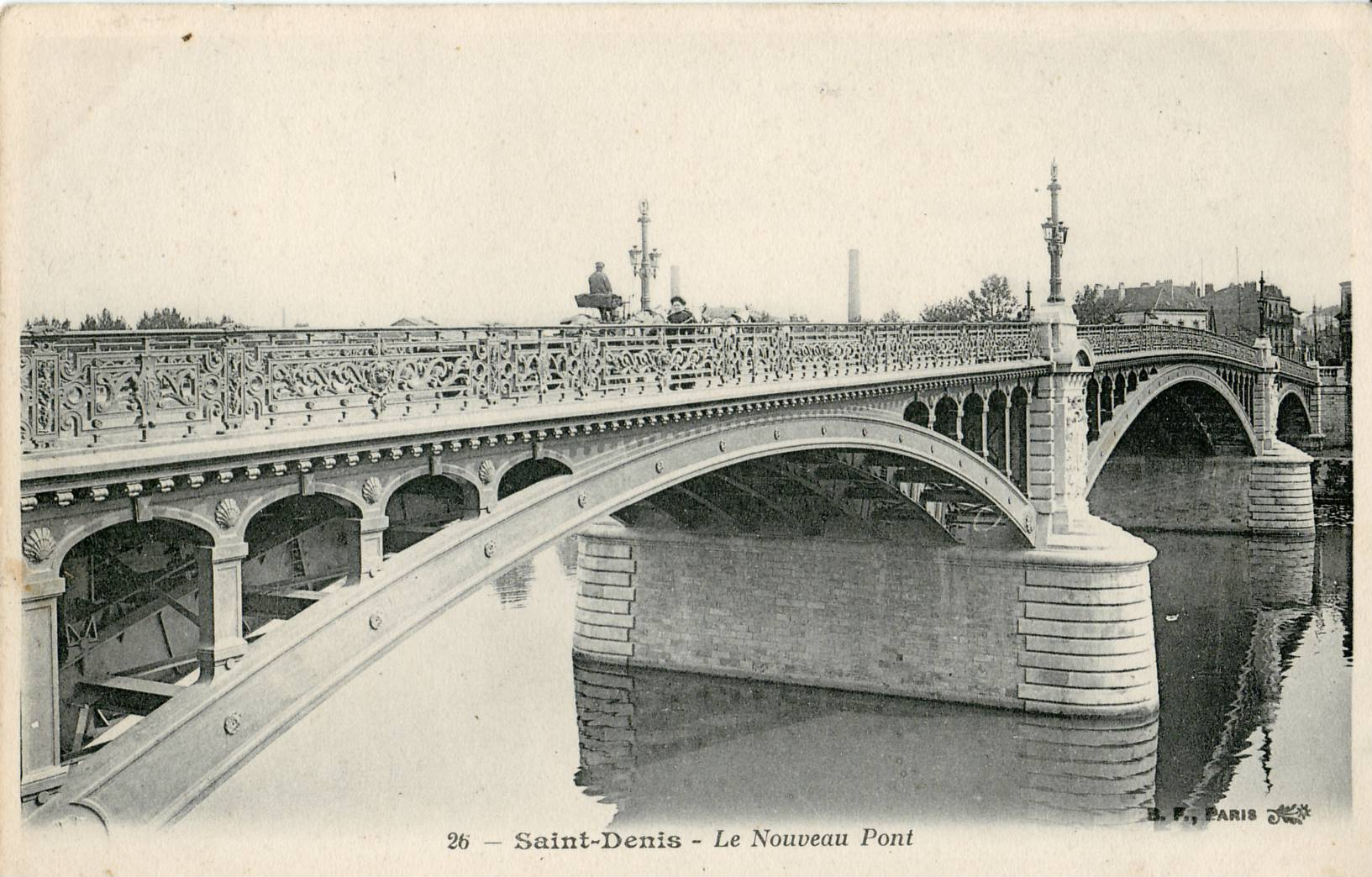
Die neue Brücke, 1905

Die 118 m lange Brücke über den rechten Arm der Seine hat drei Segmentbögen mit Spannweiten von 30 + 44 + 30 m, die sich an steinernen Pfeilern und Widerlagern abstützen. Die Brücke über den schmaleren linken Flussarm ist ähnlich gebaut, aber nur 98 m lang mit Spannweiten von 30 + 33 + 30 m. Beide Brücken sind rund 14 m breit.
Alle Bögen bestehen aus je sieben parallelen Bogenträgern. Die äußeren Bogenträger bestehen aus Gusseisen. Lediglich vier Bogenträger im mittleren Bogen, die 1983 bei Hochwasser von einem Schubschiff beschädigt wurden, sind durch Stahlträger ersetzt worden.
Wie geplant verkehrten Straßenbahnen über die Brücke, bis sie in den 1930er-Jahren aus der Mode kamen. Als man in den 1970er-Jahren über ein neues Straßenbahnnetz nachdachte, war zunächst vorgesehen, die alte Brücke durch einen Neubau zu ersetzen. Auf Initiativen der Bevölkerung und der betroffenen Gemeinden wurde schließlich die alte Brücke renoviert. Dabei wurde das Brückendeck durch eine Spannbetondecke ersetzt. Die Geländer sind nun aus Aluguss und stilistisch an die ursprünglichen Geländer angelehnt. Nach vierjähriger Bauzeit fährt seit November 2012 die Linie 1 der Pariser Straßenbahn (T1) über die Brücke. Sie ist damit ein äußerst seltenes Beispiel einer gusseisernen Brücke, die von einer modernen Straßenbahn benutzt wird.

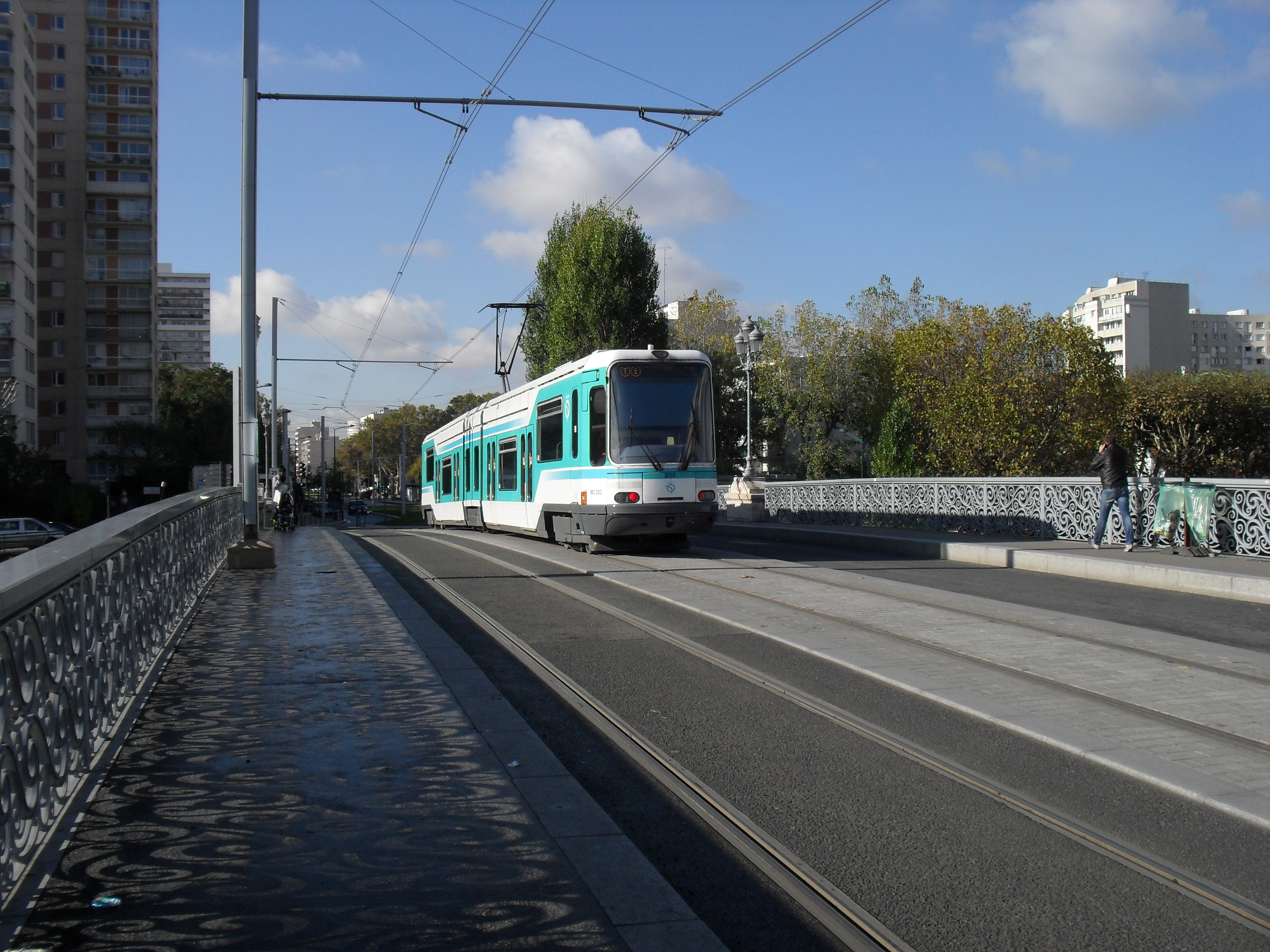
Die T1 auf der zweiten Brücke